# Dolmen Mané-er-Loh

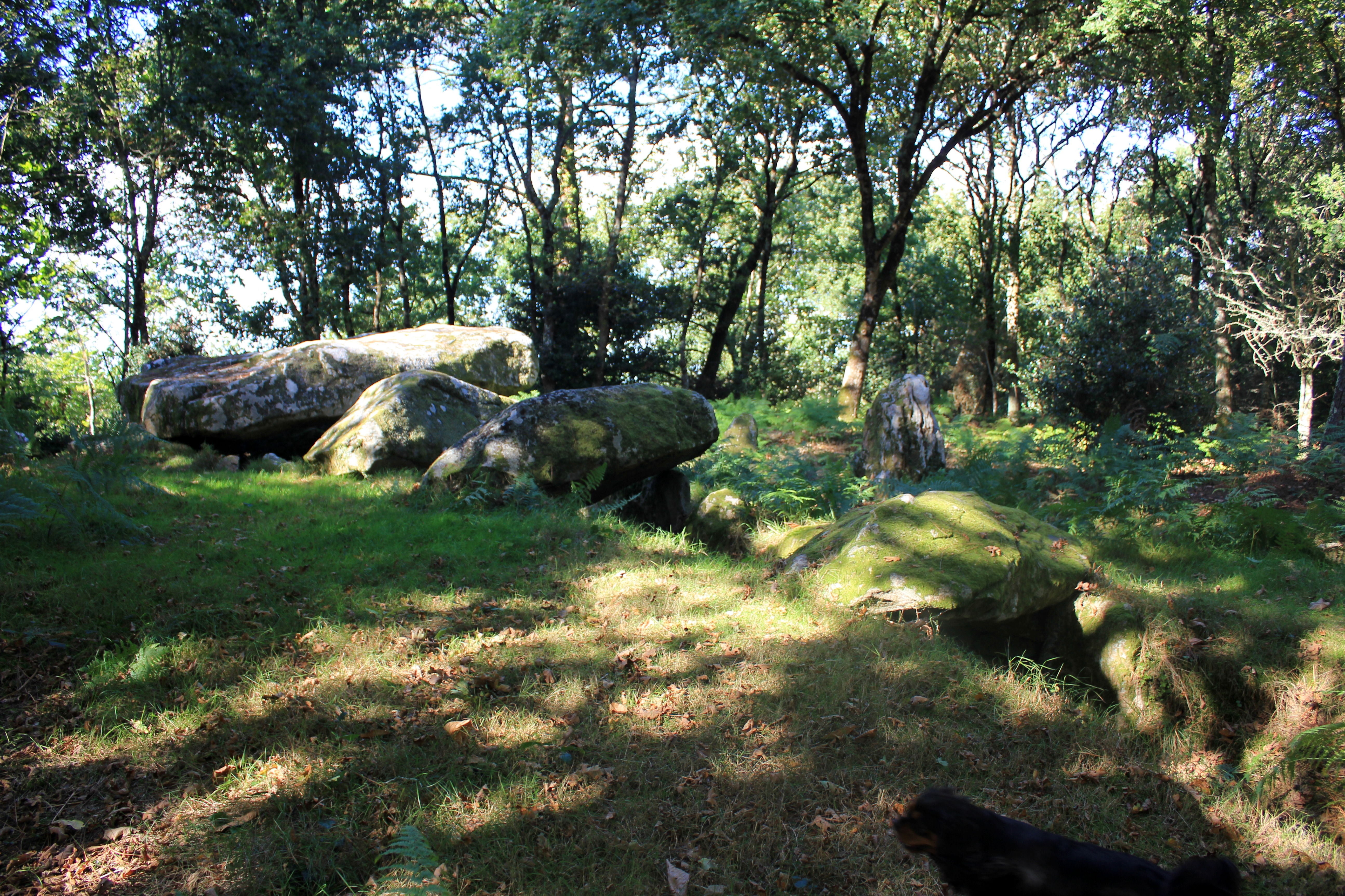
Dolmen Mané-er-Loh

Der Dolmen Mané-er-Loh (auch Mane-er-Loch, Dolmen von Clehér oder Mané-Bras genannt) liegt im Wald südlich des Saint-Jean-Kanals etwa südlich von Locoal-Mendon im Département Morbihan in der Bretagne in Frankreich.
Er ist ein „Dolmen in P-Form“ aus dem Neolithikum mit einem Gang und einer Kammer mit der Gesamtlänge von etwa 13,0 m, der seit 1921 als Monument historique eingestuft ist.
Der Gang hat eine Länge von etwa 9,0 m und eine Breite von 0,8 bis 1,2 m. Er besteht aus mehreren gravierten Tragsteinen, deren Motive teilweise abgewittert sind, und ist mit drei Deckplatten bedeckt.
Die Kammer hat eine annähernd rechteckige Form und ist etwa 3,9 m lang und breit. Sie ist mit einer Platte von etwa 4,3 × 3,2 m bedeckt, die auf den Wänden und zwei inneren Säulen ruht.

Dolmen Mané-er-Loh
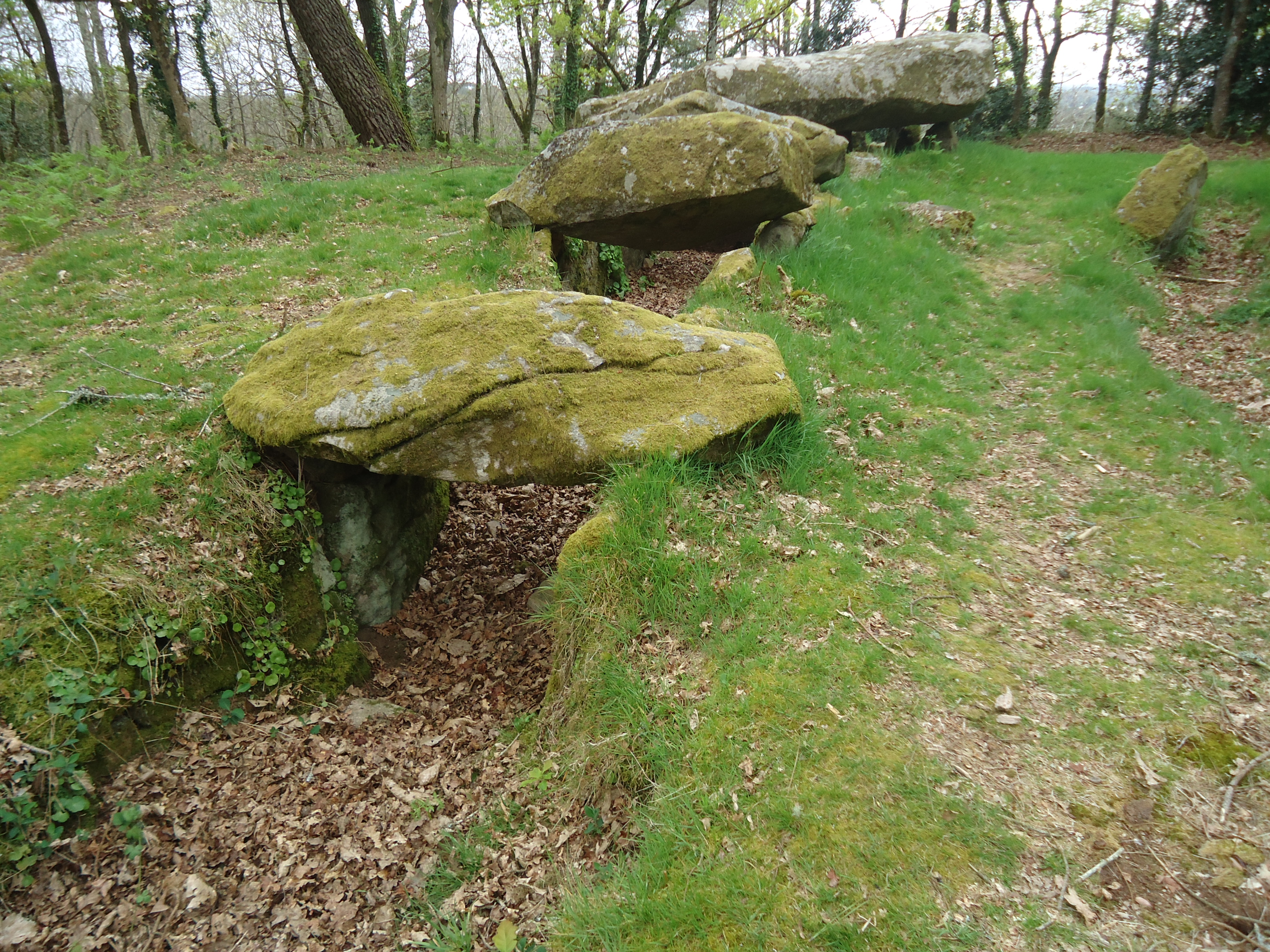
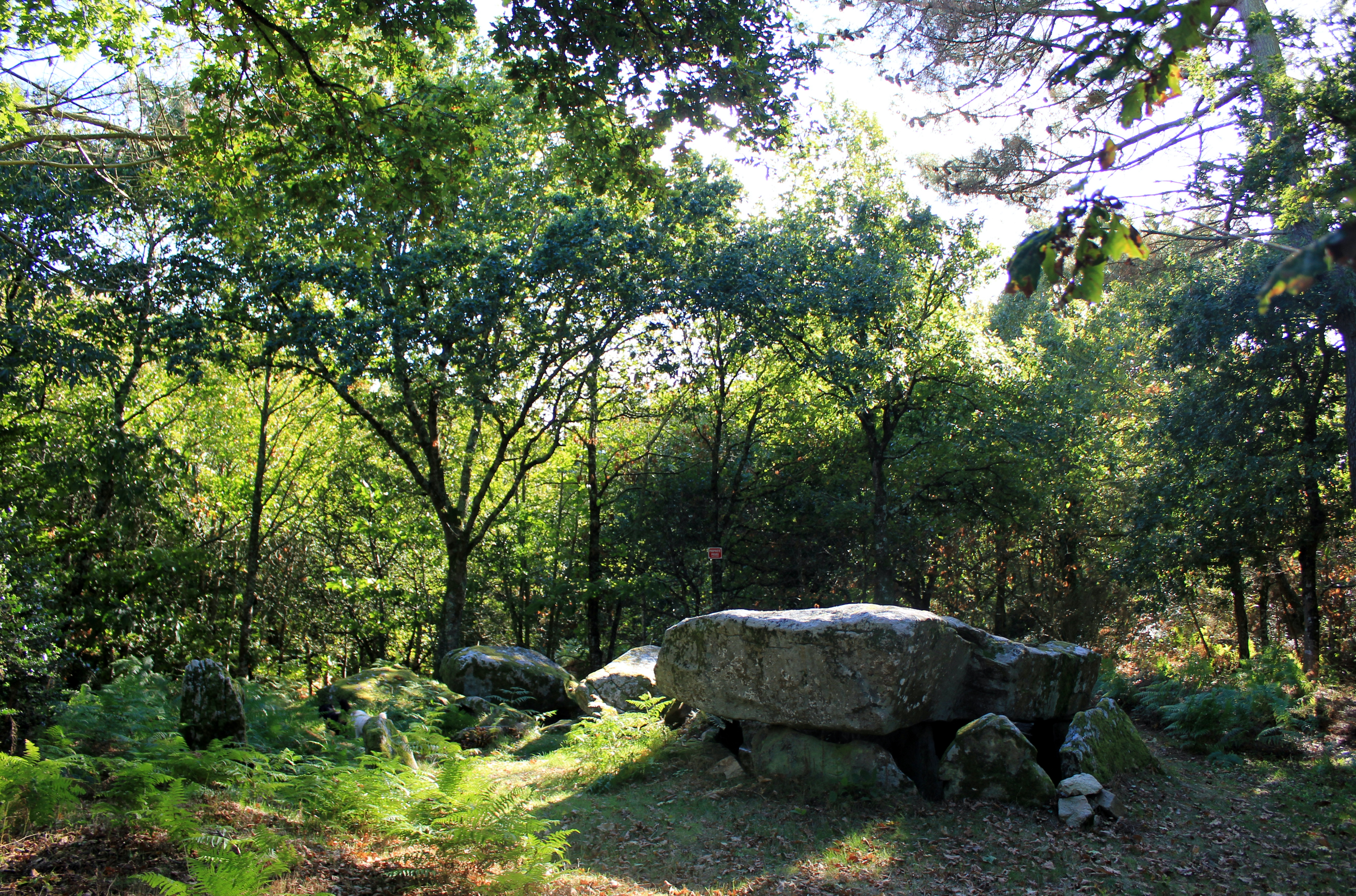
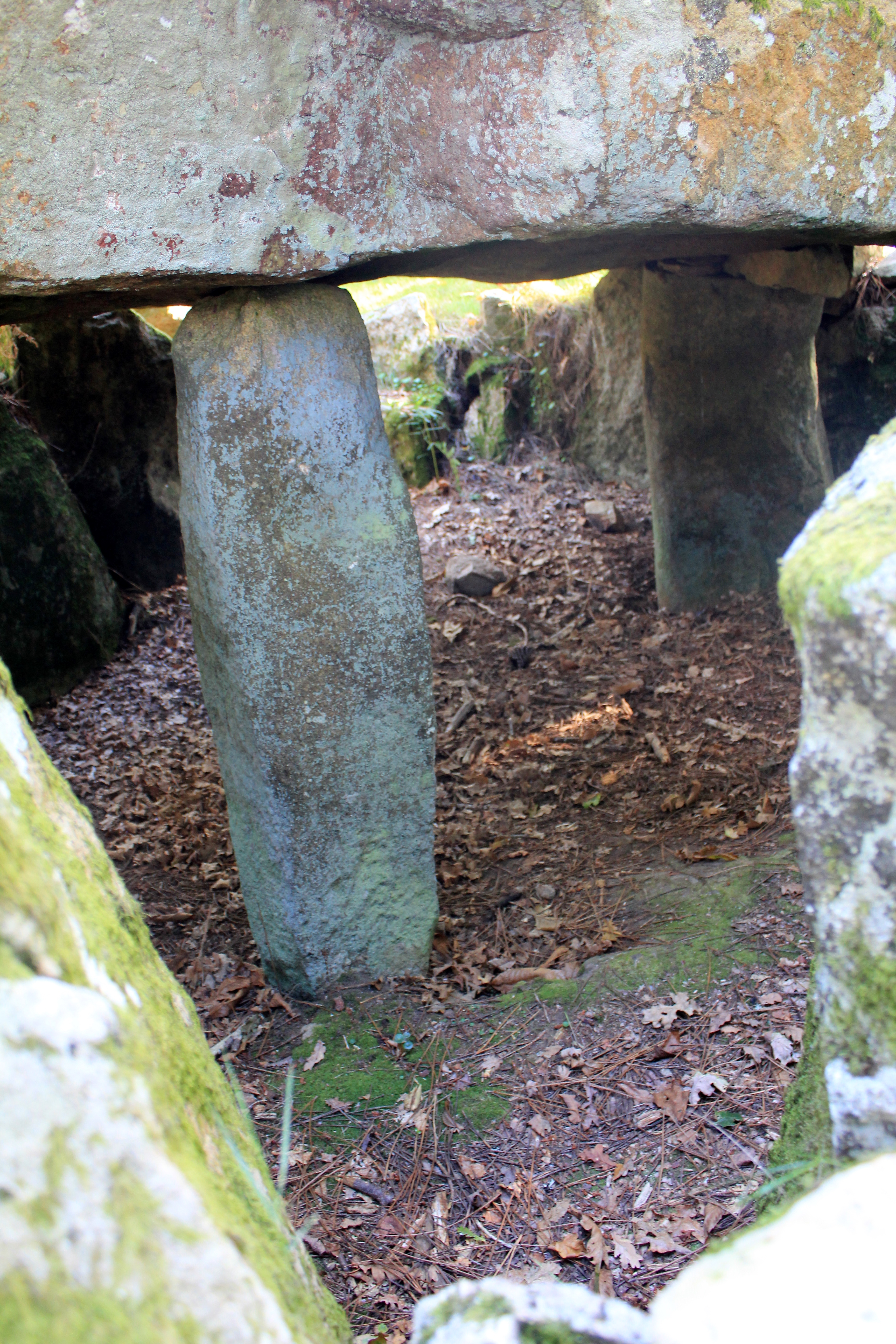
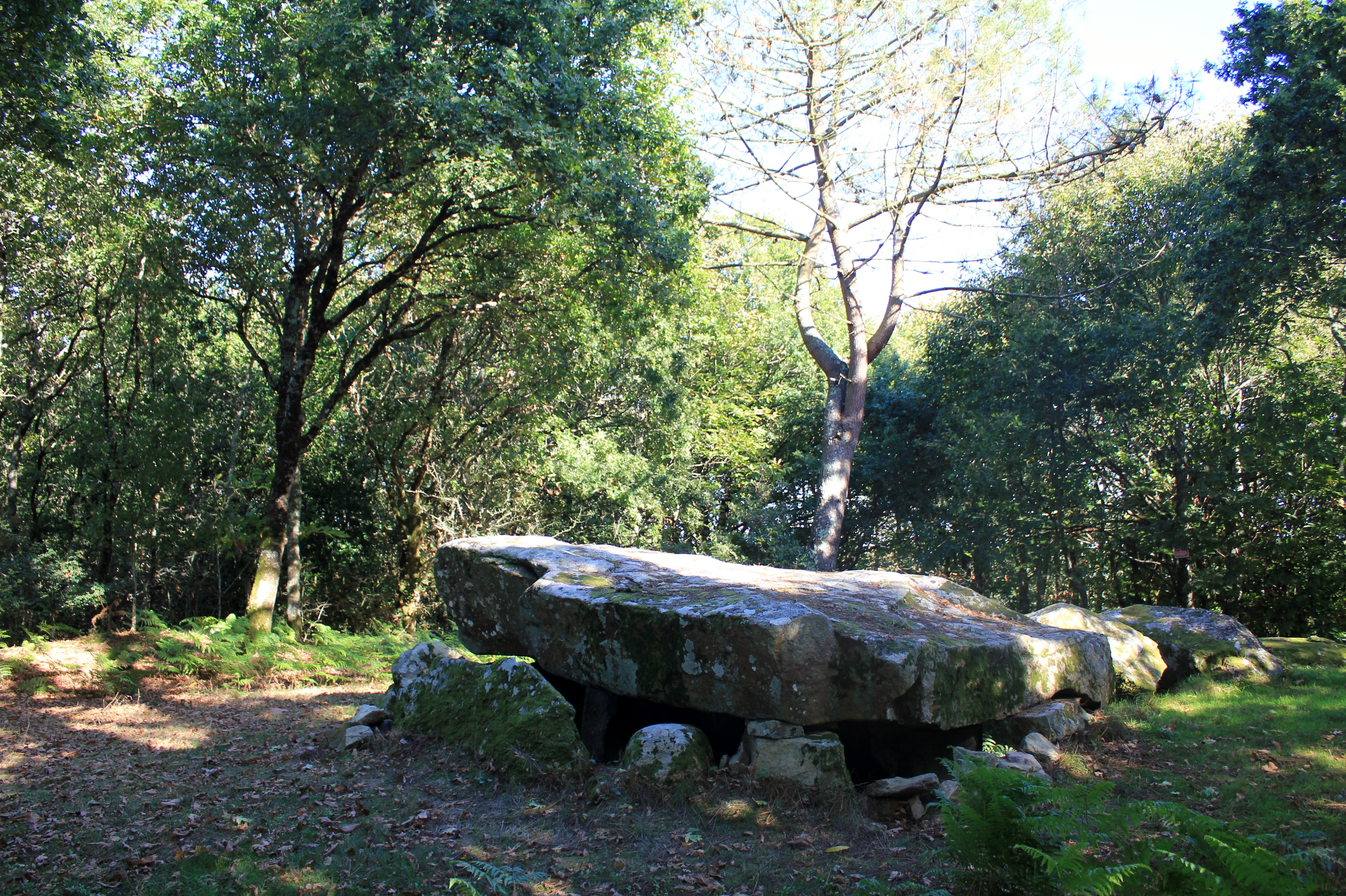
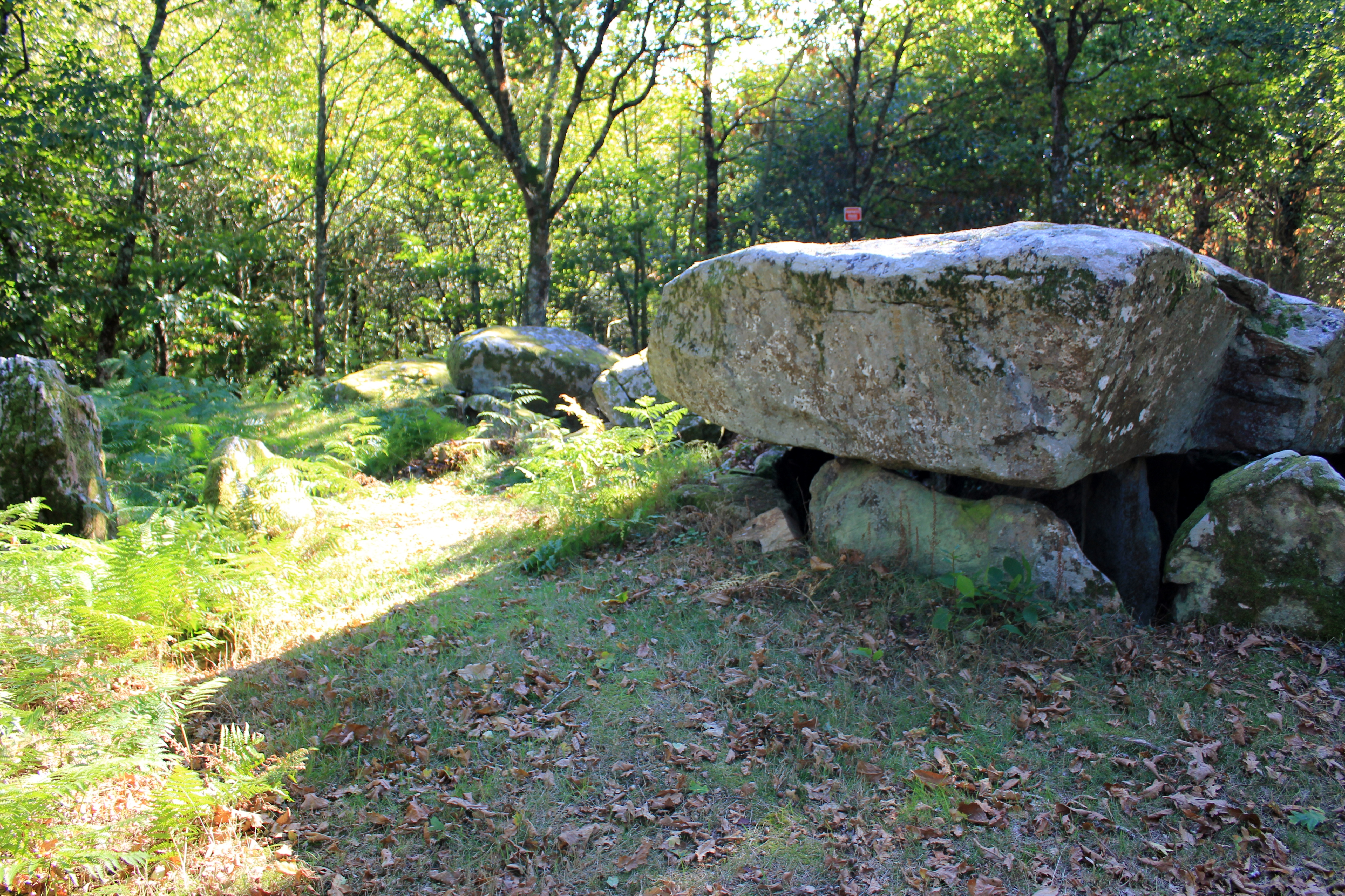

In der Nähe liegt die Dolmen von Locqueltas und Mané-Bihan.